# Галкино (Белокатайский район)
Галкино — упразднённый посёлок на территории Белокатайского района Башкортостан Российской Федерации. Ныне урочище Галкино в правобережье р. Васелга.

## География
Расположена в 7 км к северу от райцентра и 42 км к западу от ж.-д. ст. Ункурда.
Находилась у реки Васелга.

## История
Село образовалось, как выселок из Старого Белокатая в начале XX века.
Входила в состав Старо-Белокатайской волости Златоустовского уезда, с 1930 — в Старобелокатайский сельсовет.
В Галкино была школа для глухонемых основанная К.Г. Суховым в 1935 году и просуществовавшая до 1963.
В списке населенных пунктов 1972 года не значится.

## Население
В 1939 году — 254 человека, в 1961—100 человек(Населенные пункты Башкортостана : В 4 т. Т. I / Территориальный орган Федеральной службы государственной статистики по Республике Башкортостан. — Уфа : Китап, 2018. — 300 с. — С.115).

## Память
В июне 2018 года на месте исчезнувшего села установили памятный знак.